# Lagerreaktion
Die Lagerreaktion ist in der Technischen Mechanik eine Reaktionskraft oder ein Reaktionsmoment in den Auflagern von Bauteilen oder Bauwerken. Demgegenüber umfasst die Schnittreaktion die in einer Schnittfläche auftretenden Schnittkräfte und -momente.
Wenn ein Körper sich in Ruhe befindet, so befindet er sich auch im Kräftegleichgewicht. Alle auf ihn einwirkenden Kräfte heben sich in ihrer Wirkung dann gegenseitig auf. Auf eine Brücke beispielsweise wirkt die Gewichtskraft. Da sich Brücken im Allgemeinen nicht bewegen, muss es eine oder mehrere Kräfte geben, die der Gewichtskraft entgegenwirken. Diese Kräfte befinden sich in den Auflagern der Bauwerke. Im Falle der Brücke sind dies die Pfeiler. Diese Kräfte sind die Lagerkräfte. Manche Lagerungen können auch Momente erzeugen. Die in den Lagern wirkenden Kräfte und Momente sind den äußeren Lasten (z. B. Gewichtskraft) immer entgegengerichtet. Wenn beispielsweise die Kräfte, die auf die Brücke wirken, erhöht werden, etwa durch darüberfahrende Fahrzeuge, so erhöhen sich auch die in den Lagern wirkenden Kräfte, sie „reagieren“ auf die äußeren Lasten.
Der gedankliche Vorgang, bei dem von einem Körper die Lager entfernt werden und stattdessen die Lagerkräfte und -momente angetragen werden, wird als Freischneiden oder Freimachen bezeichnet. Gemeinsam mit den Gleichgewichtsbedingungen lassen sich dann die Lagerreaktionen berechnen, falls der Körper statisch bestimmt gelagert ist. Ansonsten werden weitere Rahmenbedingungen benötigt wie der Elastizitätsmodul des Werkstoffes.